# پیروزی خاطرات (فیلم)
پیروزی خاطرات (انگلیسی: Yaadon Ki Baaraat) فیلمیست درام، اکشن و عاشقانه به کارگردانی نصیر حسین که محصول سال ۱۹۷۳ است.
عامر خان با این فیلم و به عنوان بازیگر خردسال وارد سینمای هند شد